# Zálesie
Zálesie es un municipio del distrito de Senec en la región de Bratislava, Eslovaquia, con una población estimada a final del año 2024 de 2297 habitantes.
Se encuentra ubicado al sureste de la región, en el valle del río Morava y cerca de la frontera con la región de región de Trnava y con Austria.

## Demografía
| Año        | 1994 | 2004     | 2014     | 2024     |
| ---------- | ---- | -------- | -------- | -------- |
| Población  | 710  | 925      | 1791     | 2297     |
| Diferencia |      | +30,28 % | +93,62 % | +28,25 % |

| Año        | 2023 | 2024    |
| ---------- | ---- | ------- |
| Población  | 2280 | 2297    |
| Diferencia |      | +0,74 % |